# Karabin przeciwpancerny Boys
Rifle, Anti-Tank, .55 in, Boys – karabin przeciwpancerny kal. 13,97 mm, konstrukcji brytyjskiej, z okresu II wojny światowej.

## Historia
W okresie I wojny światowej czołgi niemieckie nie zagrażały aliantom. Było ich zbyt mało, aby mogły mieć wpływ na przebieg operacji wojennych.
Traktat wersalski kończący I wojnę światową postanowił m.in. o rozbrojeniu Niemiec. Wszystko zapowiadało dalszą pokojową przyszłość. Nikt nie miał ochoty wydawać pieniędzy na zbrojenia. Dopiero w latach trzydziestych dostrzeżono, że III Rzesza ponownie się uzbraja. Poczyniono więc próby przeciwdziałania zagrożeniu.
British Army dostrzegła brak w swoim uzbrojeniu odpowiednio lekkiej broni przeciwpancernej. W październiku 1934 roku wydano instrukcję w celu przygotowania projektów rusznic przeciwpancernych. Projektowi nadano kryptonim „Stanchion”. Oficerem odkomenderowanym do nadzoru nad całością prac badawczych był kapitan Boys.
Nową broń wprowadzono do uzbrojenia armii brytyjskiej w 1937 roku. Nadano jej nazwę na cześć zmarłego tuż przed końcem realizacji projektu kapitana Boysa.

## Użycie
Karabiny przeciwpancerne Boys zostały wprowadzone do uzbrojenia brytyjskich dywizji piechoty, początkowo w ilości 144, a później 361 egzemplarzy. Używano ich także jako uzbrojenia transporterów opancerzonych Universal Carrier, a także kilku typów samochodów pancernych. Używały ich patrole pustynne SAS. Jeden egzemplarz znalazł się w uzbrojeniu rajdersów amerykańskiej piechoty morskiej w czasie wypadu na atol Makin. Karabiny Boys zostały także dostarczone armii fińskiej. Użyto ich w czasie wojny zimowej z ZSRR. 13 marca 1940 armia fińska miała 130 sztuk tej broni. W czasie wojny kontynuacyjnej 1941–1944 posiadała ok. 400 sztuk tej broni.
Karabiny przeciwpancerne szybko straciły swoje znaczenie jako broń do zwalczania czołgów. Szybki wzrost grubości ich pancerza spowodował, że stały się bezużyteczne. Od roku 1942 rozpoczął się proces wypierania ich z uzbrojenia przez granatniki przeciwpancerne PIAT.
Używano ich także po II wojnie światowej. Wykorzystywali je między innymi żołnierze izraelscy, chińscy nacjonaliści na Tajwanie (przekalibrowane, by mogły strzelać amunicją kalibru 12,7 mm) oraz członkowie IRA.

## Konstrukcja
Karabin przeciwpancerny Boys był bronią powtarzalną, zasilaną z magazynka o pojemności 5 nabojów, zakładanego od góry. Lufa miała siedem bruzd prawoskrętnych. Trzon zamkowy posiadał dwa rygle.
W celu osłabienia odrzutu karabin wyposażono w hamulec wylotowy nakręcany na wylot lufy, sprężynowy osłabiacz odrzutu i poduszkę gumową nakładaną na stopkę kolby. W kolbie znajdował się mały pojemnik z olejem i pędzelkiem ułatwiającymi konserwację broni.
Karabin miał też podpórkę łoża oraz chwyt pistoletowy przy urządzeniu spustowym. Prostokątna muszka i celownik przeziernikowy były osadzone z lewej strony broni.